# 蒲鞋市街道
蒲鞋市街道是中华人民共和国浙江省温州市鹿城区下辖的一个街道办事处。面积3.90平方千米，人口5.77万人。办事处驻学院中路，邮编：325027。
2015年8月15日，温州市人民政府批复同意调整滨江街道管辖范围，增设蒲鞋市街道。

## 行政区划
蒲鞋市街道下辖以下村级行政区划单位：
蒋家桥社区、芳园社区、青园社区、绿园社区、蒲鞋市社区、横河社区、锦园社区和金丝桥路社区。